# Тальянки
Тальянки́ (укр. Тальянки) — село в Звенигородском районе Черкасской области Украины.
Население по переписи 2001 года составляло 1720 человек. Почтовый индекс — 20434. Телефонный код — 4731.

## Местный совет
20434, Черкасская обл., Тальновский р-н, с. Тальянки, ул. Комсомольская, 54а

## Археология
В селе, во время раскопок крупнейшего поселения трипольцев (400 га), были найдены 3 трипольские гончарные печи, одну из которых перевезут в Государственный историко-культурный заповедник «Трипольская культура» в селе Легедзино. Население в середине IV тысячелетия до н. э. оценивается в 8000 человек. С такой оценкой входит в список самых населённых городов мира для того периода.

## Галерея

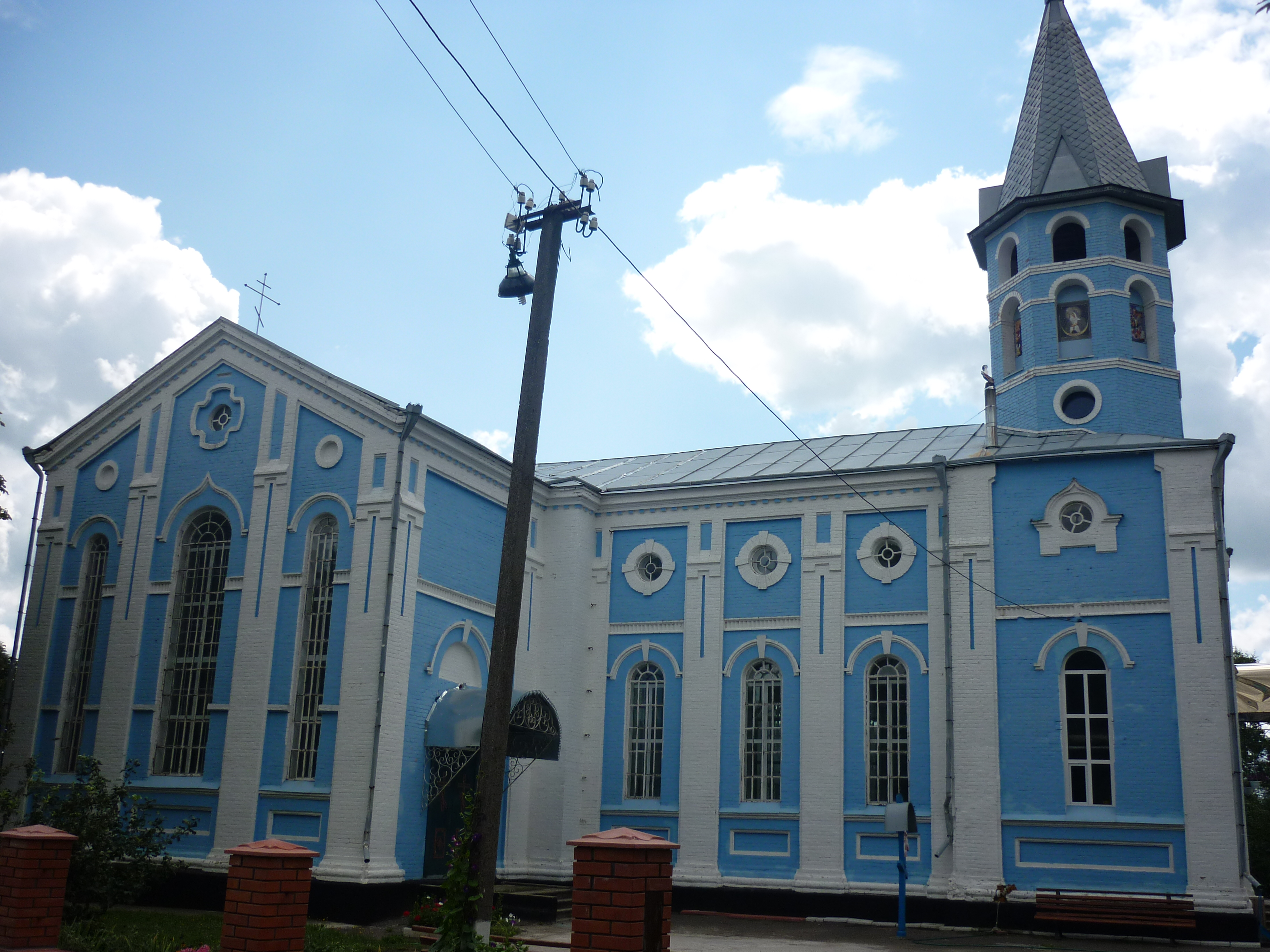
Свято-Покровская церковь
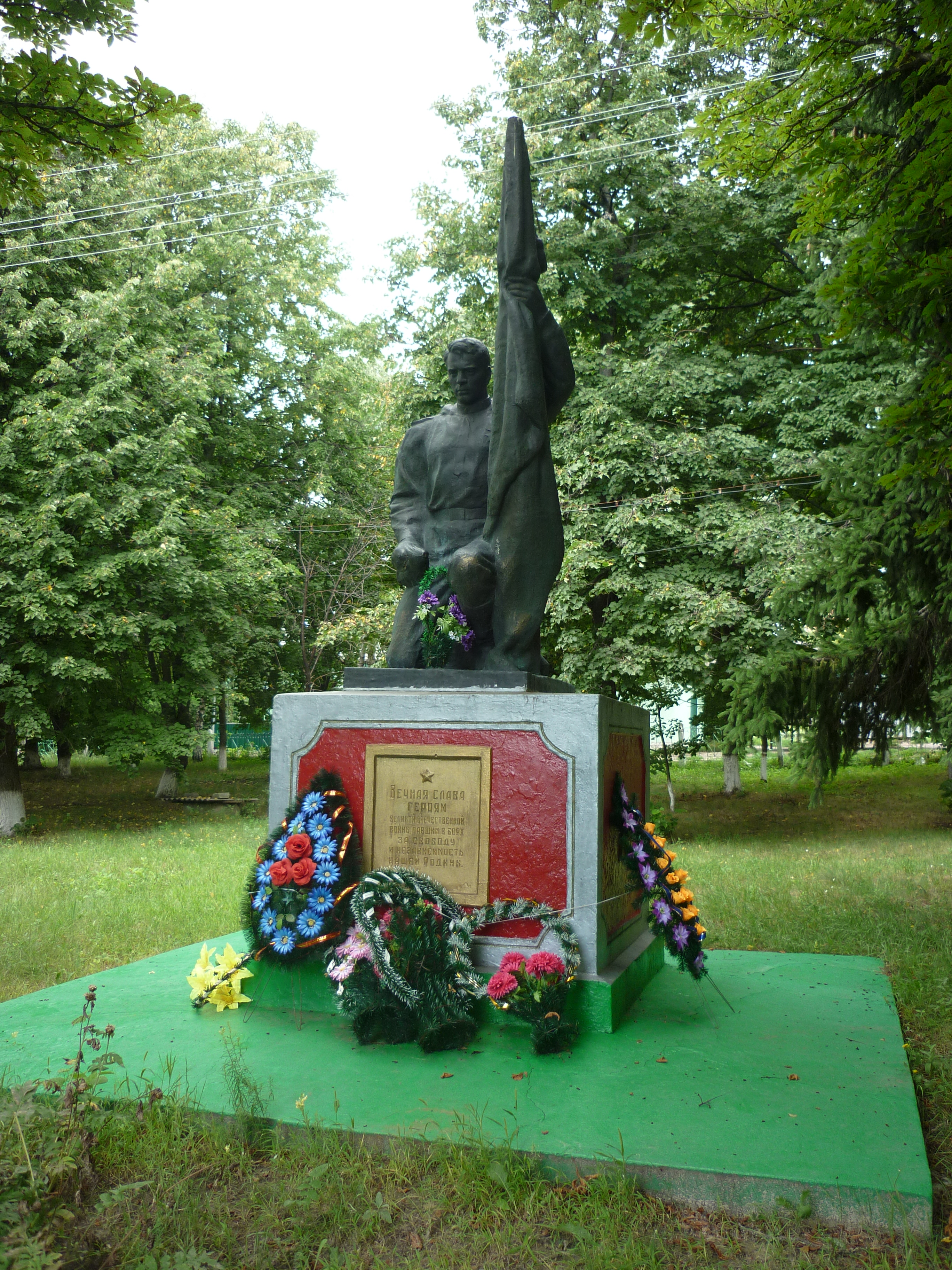
Памятник погибшим воинам ВОВ
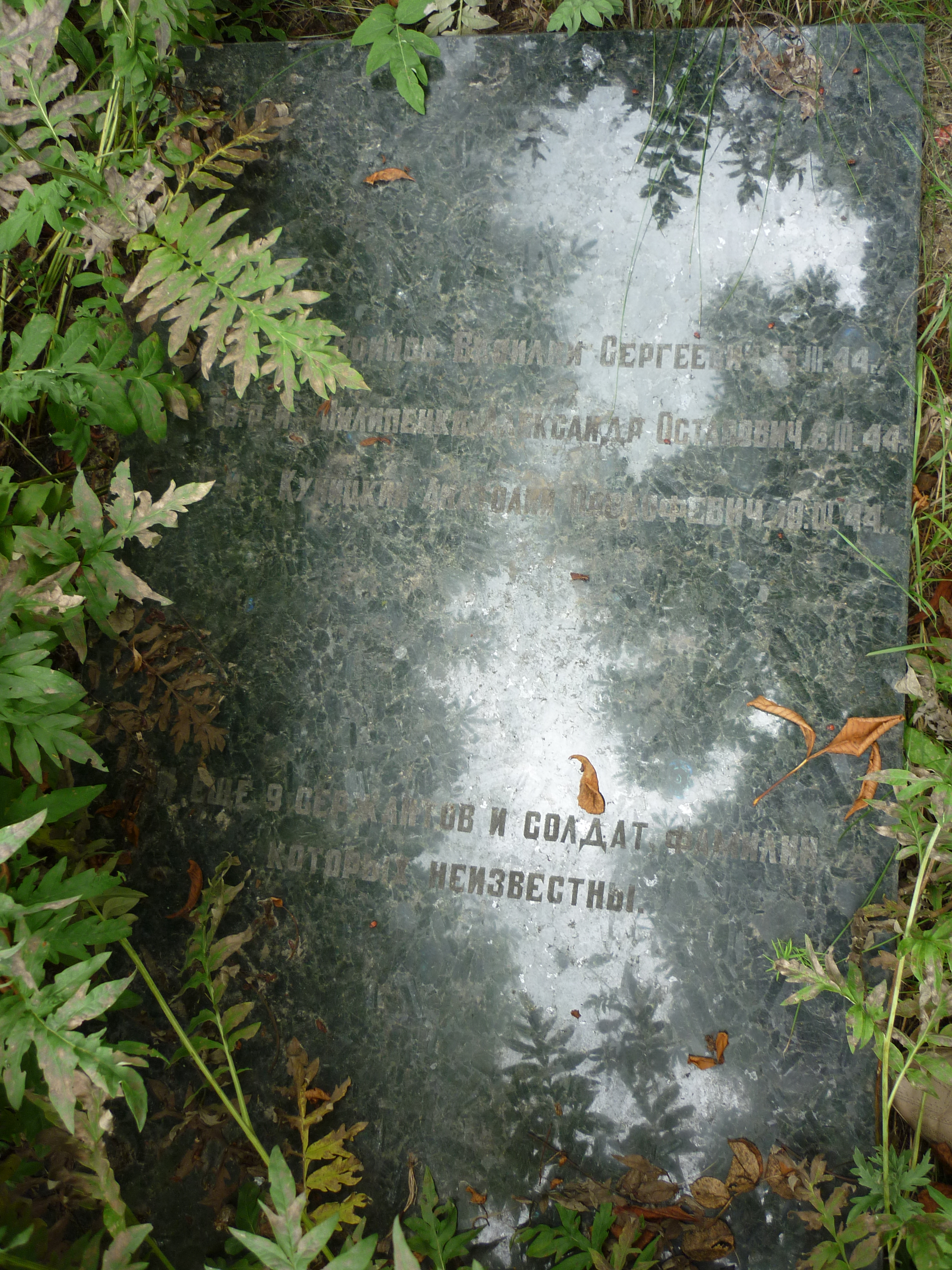
Могила 12 воинов ВОВ